# Limonène
Le limonène, LIM, de formule brute C10H16, est un hydrocarbure terpénique présent dans de nombreuses huiles essentielles à partir desquelles il peut être obtenu par distillation. À température ambiante, c'est un liquide incolore à odeur brillante, fraîche et propre d'orange, caractéristique des agrumes.
Le limonène est utilisé comme solvant dans les produits de nettoyage, la fabrication de produits alimentaires, la parfumerie et les produits d'hygiène, ainsi que comme insecticide.
Le limonène tire son nom du citron qui, comme les autres agrumes, contient des quantités considérables de ce composé chimique, responsable en grande partie de leur parfum.
Le limonène est une molécule chirale, et, comme pour de nombreuses molécules chirales, les sources biologiques produisent un énantiomère spécifique. La principale source industrielle, l'orange, contient du d-limonène ((+)-limonène), qui est l'énantiomère R dextrogyre. L'eucalyptus et la menthe poivrée, quant à eux, contiennent du l-limonène ((–)-limonène), qui est l'énantiomère S lévogyre,. Le limonène racémique est connu en tant que « dipentène ».
Le limonène peut favoriser la cicatrisation des plaies et l'anabolisme, tout en améliorant le stress, la dépression, l'inflammation, le stress oxydatif, les spasmes et les infections virales.
En outre, il présente différentes propriétés anticancéreuses,,, antioxydantes, anti-inflammatoires, antidiabétiques et immunomodulatrices qui ont fait lobjet d'étude cliniques ou précliniques chez l'humain (2025).

## Utilisations
Le limonène est utilisé pour son odeur caractéristique d'agrumes (famille des Rutaceae), notamment dans l'industrie pharmaceutique et des parfums.

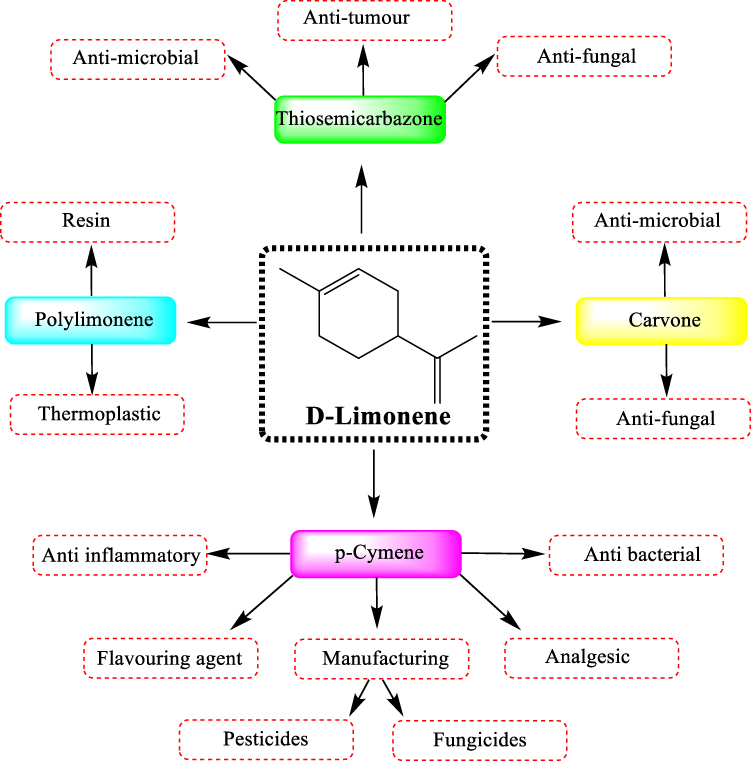
Structure du D-limonène et applications de ses dérivés dans la santé et l’industrie (2025)

### Industrie et cosmétique
Le D-limonène est ainsi utilisé dans l'industrie agroalimentaire ainsi que dans l'industrie pharmaceutique pour parfumer les médicaments, notamment les alcaloïdes amers. Il est également utilisé dans les produits nettoyants pour son odeur rafraîchissante orange-citron et son effet dissolvant. [réf. souhaitée]. Ainsi, le limonène est également de plus en plus utilisé comme solvant, notamment le dégraissage des machines, puisqu'il est produit depuis une source renouvelable, l'huile de citrus, comme un sous-produit de la fabrication de jus d'orange. [réf. souhaitée] Le limonène fonctionne comme solvant à peinture lorsqu'il est appliquée sur du bois.
L'énantiomère R est également utilisé comme insecticide et a des propriétés répulsive sur de nombreux insectes comme les aleurodes,.
L'utilisation du limonène est très fréquente dans les produits cosmétiques.[réf. souhaitée]

### Santé
Les effets démontrés sont principalement en modèle murin, ils portent (2025) sur l'activité anticancéreuse (cancer du sein 1984, de la prostate 2017), l'activité antidiabétique - activité hypoglycémiante liée à ses propriétés antioxydantes - (2021), l'activité anti-inflammatoire - une dose de 50 mg/kg diminue les taux de cytokines pro-inflammatoires, l'activité antioxydante, l'activité antimicrobienne et antifongique sur la candidose vulvo-vaginale, l'activité immunomodulatrice.
Les études cliniques sur humain reposent (2025) sur des populations restreintes voir non significatives et rarement avec un protocole normalisé (double aveugle). Elles ont démontré une très faible toxicité (absence de risque mutagène, cancérigène ou néphrotoxique) ont été favorables sur le dissolution des calculs biliaires, le reflux gastrique, le carcinome colorectal et épithélial.
La recherche a progressé sur les modes d'administration (la nanoformulation protègent le limonène d'une détérioration précoce, l'administration avec des micro-aiguilles améliore l'absorption dans l'organisme) et sur la co-administration synergique aux côtés de médicaments par exemple dans les maladies inflammatoires chroniques.

## Chimie
Le limonène est un terpène relativement stable, qui peut être distillé sans décomposition, et forme de l'isoprène lorsqu'on le fait passer sur un filament de métal chaud. Il est facilement oxydé en environnement humide en carvéol et en carvone. L'oxydation à l'aide du soufre produit du p-cymène et un sulfure.

Énantiomères R et S du limonène.

Le limonène existe naturellement comme (R)-énantiomère, mais peut être racémisé en dipentène, en le chauffant simplement à 300 °C. Lorsqu'il est chauffé avec un acide minéral, le limonène forme un diène conjugué, l'α-terpinène, qui s'oxyde facilement en p-cymène, un hydrocarbure aromatique. La preuve est en la formation d'α-terpinène résultant d'une réaction de Diels-Alder lorsque le limonène est chauffé avec de l'anhydride maléique.
Il est possible d'effectuer la réaction sur l'une des deux liaisons sélectivement. Le chlorure d'hydrogène anhydre réagit préférentiellement sur l'alcène disubstitué, alors que l'époxydation avec l'acide métachloroperbenzoïque (MCPBA) se fait sur l'alcène trisubstitué. Dans les deux cas, il est également possible de faire réagir l'autre double liaison.
Dans une autre méthode synthétique, l'addition Markovnikov d'acide trifluoroacétique suivie de l'hydrolyse de l'acétate donne du terpinéol.

### Odeur et énantiomérie
Le limonène possède une odeur d'agrume qui varie selon la chiralité du composé étudié, mais l'attribution de qualificatifs exactes pour décrire cette variation ne fait l'objet d'un consensus.
Ainsi, selon une assertion des années 1970 et souvent reprise par les textes éducatifs et plusieurs articles, le (R)-limonène possèderait une odeur d'orange tandis que le parfum du (S)-limonène est lui assimilé à celui du citron vert. Cependant, les seuils olfactifs de ces deux isomères étant élevés, ceux-ci contribuent peu à l'odeur des agrumes. Le limonène est de même présent en grandes quantités dans certaines huiles essentielle qui n'ont pas une odeur d'agrumes, comme le céleri (concentration à 76%) pour l'énantiomère (R) et le pin (de 10% à 75%) pour l'énantiomère (S). Certains travaux de recherche concluent que le (S)-limonène possède une odeur plus proche du pin ou de la térébenthine.

## Biosynthèse
Le limonène est formé à partir de géranyl-pyrophosphate, via une cyclisation d'un néryle carbocation ou son équivalent, comme montré ci-dessous. L'ultime étape inclut la perte d'un proton par le cation pour former l'alcène.

## Sécurité / Santé
Le limonène et ses produits d'oxydation en grande concentration sont irritants pour la peau. Le 1,2-dihydroxylimonène (formé par simple oxydation à l'air) est connu comme sensibilisant cutané. La plupart des cas d'irritation ont été signalés chez des personnes exposées à long terme en milieu industriel au composé pur (par exemple, lors d'opération de dégraissage avant mise en peinture). Toutefois une étude de patients présentant des dermatites a montré que 3 % d'entre eux avaient été sensibilisés par du limonène.
Bien qu'on ait un moment pensé qu'il pouvait être la cause de cancers du rein chez le rat, le limonène est aujourd'hui connu comme étant un agent anticancéreux avec une valeur potentielle comme outil anticancéreux diététique chez les humains.
Il n'a pas été prouvé que ce produit soit cancérigène ou génotoxique pour l'être humain. Le Centre international de recherche sur le cancer (CIRC) a classé le d-limonène au niveau 3 : « non classable comme cancérigène chez l'homme ».

### Sources
- E. E. Turner et M. M. Harris, Organic Chemistry, Longmans, Green & Co., Londres, 1952.
- Wallach, Annalen der Chemie, 246, 221, 1888.
- Blumann et Zeitschel, Berichte, 47, 2623, 1914.
- CSST Workplace Hazardous Materials Information System.
- M. Matura et al., J. Am. Acad. Dermatol., 2002, 33, 126-27.